# Super Mario 128
Super Mario 128 é uma referência a uma série de projetos da Nintendo com experiências com novas tecnologias e ideias para uma sequência de Super Mario 64. Muitas das tecnologias e ideias foram mais tarde inclusas em outros jogos da empresa, como o uso de "geração rápida", visto mais tarde no jogo Pikmin, e "sphere walking", que foi utilizada no jogo The Legend of Zelda: Twilight Princess e Super Mario Galaxy.

## História
O nome Super Mario 128 foi usado pela primeira vez por Shigeru Miyamoto, durante uma entrevista para a Nintendo Power em Janeiro de 1997 como a possível sequencia de Super Mario 64: Esta expansão de rumores sobre a continuação de Super Mario 64 chamado Super Mario 64 2 foi dita para ser desenvolvida no Nintendo 64DD, mas acabou sendo cancelada. Shigeru Miyamoto mencionou na conferência da Nintendo na E3 de 1997 que estava "apenas começando" o projeto. Em uma entrevista da Nintendo Power com Shigeru Miyamoto, em novembro 1999, Miyamoto disse, "Bem, por mais de um ano na minha mesa, um protótipo programado de Mario e Luigi foram correndo no meu monitor. Estamos pensando no jogo, e isso pode ser algo que poderia trabalhar em um sistema de jogo completamente novo." O jogo só tinha um demo de apenas um nível, composto por ele, e nada foi feito além disso. Miyamoto afirmou que multiplayer o primeiro aspecto do jogo que ele queria incluir. Há rumores de que elementos de Super Mario 64 2 foram finalmente transferidos para Super Mario Sunshine e Super Mario 64 DS.
Há rumores de que elementos de Super Mario 64 2 foram incorporados em New Super Mario Bros, como modo multiplayer. Da Nintendo Power, em dezembro de 1998: Uma entrevista com Shigeru Miyamoto:
Nintendo Power: E enquanto à sequencia de Super Mario 64?
Miyamoto: Nós estamos pensando sobre o jogo, e isso pode ser algo que poderia trabalhar em um sistema completamente novo.
Nintendo Power: Você está pensando em fazer um jogo de dois jogadores com o jogo, simultâneos e com multiplayer cooperativo?
Miyamoto: Nós, na verdade, foi considerando um jogo de quatro jogadores com o jogo simultâneo, mas cada tela teria de ser muito pequeno, e que teria que implementar o trabalho de câmera nova. Mas é este tipo de problema que eu gosto de enfrentar.
Em uma entrevista na edição de setembro de 2006 da Nintendo Dream, Miyamoto respondeu algumas perguntas sobre Mario 64 2, afirmando que ele tinha esquecido se ele estava sendo feito para o Nintendo 64DD, e que "se tornou outros jogos".

### Demos
Super Mario 128 foi designado novamente no evento SpaceWorld em agosto de 2000, quando a Nintendo fez uma demonstração de tecnologia intitulada Super Mario 128 para exibir o poder por trás de seu então futuro console Nintendo GameCube. Na demonstração, um figura grande em 2D de Mario se dividiu em 128 Marios menores através de uma espécie de placa circular. A demo passou a exibir o poder técnico do GameCube, tornando Marios adicionais de uma só vez até o número de caracteres na tela atingiu 128. O terreno na demo foi manipulado, rodado, e girado para mostrar as habilidades físicas do sistema.
Um ano mais tarde, na SpaceWorld 2001, Super Mario Sunshine foi revelado como o próximo jogo de Mario, lançado em julho de 2002 no Japão e um mês mais tarde na América do Norte. Em entrevista após a E3 com a Computer and Video Games, Miyamoto confirmou que Super Mario 128 e Super Mario Sunshine eram jogos diferentes.

### Reformulação
Em 10 de dezembro de 2002, a IGN informou que de acordo com uma entrevista da revista Weekly Japan Playboy, Miyamoto confirmou a continuidade do desenvolvimento de Super Mario 128.
Rumores surgiram de que a Nintendo não mostrou Super Mario 128 na E3 2003 porque o jogo era muito inovador e a Nintendo não queria que outras desenvolvedoras roubassem as ideias do jogo. No entanto, Miyamoto confirmou mais tarde em uma entrevista com a Nintendo Magazine UK Oficial que Super Mario 128 ainda estava em desenvolvimento e que a equipe de desenvolvimento tinha planejado levar a série Mario em uma nova direção.
Em 2003, George Harrison afirmou em entrevista à CNN que Super Mario 128 poderia não aparecer no GameCube.
Pensou-se que a Nintendo iria revelar o jogo na E3 de 2004. Miyamoto novamente confirmou a existência de Super Mario 128 em uma entrevista em fevereiro de 2004, mas o jogo não voltou a aparecer. Alguns acreditavam que isso era devido aos anúncios de The Legend of Zelda: Twilight Princess e do Nintendo DS, ambos revelados em 2004. GameSpy perguntou Miyamoto sobre o jogo depois de E3:
Ele está se movendo ao longo secretamente como um submarino sob a água. Ao desenvolver, muitas vezes olhar para o hardware e executar diferentes experimentos sobre ele e experimentar ideias diferentes. Tem havido um grande número de ideias diferentes experiência que temos em execução no GameCube. Há alguns que temos executado em DS, e há outras ideias, também. Nesse ponto, eu só não sei se vai ver que jogo em um ou outro sistema. Ainda é difícil para mim tomar essa decisão. Eu sou o único diretor em que jogo agora. Tenho os programadores fazer experiências diferentes, e quando eu vejo os resultados, vamos tomar a decisão final. -Shigeru Miyamoto
IGN no final do ano teve uma resposta semelhante. Miyamoto afirmou novamente a natureza experimental de Super Mario 128.
Em 2005, na GDC (Game Developers Conference), o VP de Marketing da Nintendo, Reggie Fils-Aime, afirmou que Super Mario 128 seria finalmente mostrado na E3 2005. No entanto, pelo terceiro ano consecutivo, o jogo mais uma vez não apareceu na E3. Durante uma entrevista em vídeo da GameSpot na E3, Reggie Fils-Aime, declarou: "Eu só posso mostrar o que o Sr. Miyamoto dá-me para mostrar." Quando um repórter perguntou se ele existe, ele respondeu: "Eu vi alguns pedaços."
Em uma entrevista com Miyamoto no mesmo ano, um repórter da Wired News confirmou que Super Mario 128 não seria produzido para o GameCube, mas que tinha sido definitivamente transferido para o Wii (então sob o codinome Revolution).
Em setembro de 2005, questionado sobre a situação do jogo por uma estação de rádio japonesa, Shigeru Miyamoto revelou que Mario teria um novo personagem ao seu lado e reiterou que o jogo iria aparecer no Wii com um nome diferente. Curiosamente, ele também mencionou que Super Mario 128 desempenhou um grande papel na concepção do Wii (então conhecido como Revolution), como Super Mario 64 fez para o Nintendo 64. Ele foi tão longe a ponto de dizer que o Wii foi baseado em torno "deste novo tipo de jogo". Mais tarde, foi confirmado que Super Mario Galaxy (o primeiro jogo de plataforma da série Mario para o Wii) não era Super Mario 128 quando Miyamoto afirmou na E3 2007 que Super Mario Galaxy foi "criado pela equipe que fez Donkey Kong Jungle Beat, e o desenvolvimento de Super Mario Galaxy começou tão logo que o desenvolvimento de Donkey Kong Jungle Beat estava terminado em 2005, enquanto Super Mario 128 já está em desenvolvimento desde pelo menos a ano 2000, quando a demonstração da tecnologia foi mostrada pela primeira vez. Em 2006, Shigeru Miyamoto finalmente confirmou que não era mais um projeto, e que algumas das partes do conceito evoluíram para o jogo Super Mario Galaxy do Wii.

### Palavra final
Durante a GDC 2007, Miyamoto mencionou que Super Mario 128 era apenas uma demonstração para ilustrar o poder do GameCube. Ele também indicou que a maioria dos elementos de Super Mario 128 foram incorporadas no jogo Pikmin, em que o jogador tinha controle sobre um grande número de personagens na tela. Outros elementos, como caminhar em esferas 3D são vistos em Super Mario Galaxy.